# 漢江大橋爆破事件
漢江大橋爆破事件，是於1950年6月28日大韓民國國軍以炸藥炸斷漢江大橋及漢江鐵橋的事件。

## 历史
1950年6月25日，朝鮮人民軍进攻大韓民國，引發朝鮮戰爭。當時韓國總統李承晚下令韓國士兵死守漢城，但面對朝鮮方有備而來的進攻，漢城很快就岌岌可危。
6月27日清晨3時，李承晚與政府要員乘專車逃出漢城。同日上午11時，大韓民國陸軍決定棄守漢城，並炸斷漢江大橋與鐵道橋以減慢朝鮮陸軍入侵的步伐。下午3時30分起，韓國陸軍工兵隊開始在漢江大橋橋樑放置炸藥，設置了近3,600磅三硝基甲苯（TNT）。到晚上11時30分，爆破準備完畢，韓國軍方當時仍未知會當地居民；更雪上加霜的是，民眾自上午6點陸續收到政府遷都的消息後開始大舉逃亡，湧向漢江大橋的人流幾乎毫無止盡，而北上增援的韓軍也由此前來，大橋周邊乃至漢城的交通陷入混亂與癱瘓。
翌日凌晨1時，韓軍在城北彌阿里一帶的首都最後防線遭突破；1時45分，由於已接獲朝鮮軍戰車駛入漢城市區的情報，參謀總長蔡秉德下達爆破命令。儘管爆破命令稍後就因仍在抵抗中的第2、第5、第7師師長的抗議而決定收回，但前往撤回命令的作戰局長張昌國上校卻受逃難人潮的阻礙而無法及時趕到。凌晨2點20分，韓國陸軍本部工兵監崔昌植上校於現場下達爆破指令，當時現場雖有軍警人員嘗試封鎖橋梁，但收效甚微，10分鐘後，炸藥引爆，漢江大橋倒塌。大橋被炸毀的一刻，桥上仍有撤退的士兵和警察。据估计，有200至800人（主要是士兵和警察）在此次事件中死亡，但具体数字仍不清楚， 當時瑪格麗特·希金斯等4名乘吉普車過橋的美國記者擠在人潮中，目睹了爆破過程。於同日上午十一時，朝鮮人民軍部隊終抵達大橋所在處。
炸橋事件無論在實際上或心理上均對韓國造成了衝擊。爆破當時，韓國陸軍主力部隊的第2步兵師、第3步兵師、第5步兵師和第7步兵師等部隊仍在漢江以北，爆破大橋導致尚在抵抗中的各師士氣瓦解，混亂撤退的最後韓國陸軍的9.8萬兵力最終僅2萬人南渡漢江。大橋雖遭爆破，但由於同時被爆破的京釜線雙線鐵道橋與京仁線單線鐵道橋裝藥量不足，並未被充分破壞，故原本遲滯朝鮮軍的目的也未能達成。事後由於參謀總長蔡秉德與國防次長張暻根均推卸下令爆破的責任，負責現場指揮的陸軍本部工兵監崔昌植上校成為了代罪羔羊，9月21日，崔昌植因被指為該事件的負責人而遭槍斃。1964年，崔上校的妻子就判決提出上訴，法庭指炸橋的命令是由時任陸軍參謀總長蔡秉德少將下達，故平反其清白。
2007年6月28日，當地退伍軍人協會舉辦活動悼念死者。

## 相關影視作品
《證言》，1974年韓國電影